# Henry Morgentaler
Pour les articles homonymes, voir Morgentaler.
Henry Morgentaler, C.M., M.D., LL.D. h.c., né Henekh Morgentaler le 19 mars 1923 à Łódź, en Pologne, et mort le 29 mai 2013 à Toronto, au Canada, est un médecin canadien, surtout connu comme pratiquant l'avortement et comme militant pro-choix.

## Biographie
Prénommé Henekh à la naissance ou Heniek (à son premier mariage, en 1949), Henry Morgentaler est un survivant de la Shoah. Il survit au ghetto de Łódź, aux camps de concentration d'Auschwitz et de Dachau. Après la guerre, il accepte une bourse d'études des Nations unies offerte aux survivants juifs. Il étudie alors la médecine en Allemagne, puis en Belgique, de là au Canada, à l'Université de Montréal, dont il obtient un doctorat en médecine en 1953. Après son « stage en résidence », il ouvre sa première clinique de médecine familiale dans l'est de Montréal. Il épouse la poétesse Chava Rosenfarb,  rencontrée au ghetto de Łódź.
Après ses études, il refuse d’aller en Israël en raison de son opposition au sionisme. Arrivé au Québec avec son épouse en 1950, il prend la citoyenneté canadienne en 1957 et pratique dans l'est de Montréal comme médecin généraliste pendant presque vingt ans, jusqu’à ce que ses opinions sur l’avortement créent des conflits qui l'amènent à interrompre son activité. Le 19 octobre 1967, il s’adresse à un comité du gouvernement du Canada et y énonce que les femmes enceintes ont le droit d'avoir des avortements sécuritaires.
En 1969, il abandonne la médecine familiale et commence ouvertement à pratiquer des avortements illégaux. Peu après 1970, il est arrêté au Québec après avoir pratiqué un avortement. En 1972, il se présente comme indépendant aux élections dans Saint-Denis, finissant quatrième avec 1 509 votes. Plus tard en 1973, il dit avoir pratiqué 5 000 avortements illégaux. Il est acquitté par un jury dans une affaire judiciaire, mais l’acquittement est renversé par cinq juges de la Cour d'appel du Québec en 1974. Il est emprisonné avant d’en appeler de la condamnation et d'être par la suite de nouveau acquitté.
Morgentaler est de nouveau accusé en 1983 en Ontario. Il est acquitté par un jury, mais le verdict est renversé par la Cour d'appel de l'Ontario. Le jugement est envoyé à la Cour suprême du Canada. Morgentaler est encore une fois acquitté. Cette fois-ci, la Cour suprême déclare inconstitutionnelle la loi sous laquelle il était accusé. Le jugement se nommera Morgentaler et al. c. Sa Majesté La Reine de 1988 (1 S.C.R. 30). — Cette décision, basée sur l'article de la Charte canadienne des Droits et des Libertés (1982), annule et empêche dès lors, pour quiconque, au Canada, toute restriction règlementaire à l’avortement.
En 1992, une bombe explose à sa clinique de la rue Harbord à Toronto. Morgentaler n’est pas blessé. En 1993, il gagne une nouvelle cause devant la Cour suprême, R. c. Morgentaler (1993), cette fois contre la réglementation provinciale sur l’avortement.
Depuis le début du XXIe siècle, Morgentaler travaille pour ouvrir deux cliniques privées d’avortement dans l’Arctique canadien, afin que les femmes vivant là-bas n’aient pas à voyager de grandes distances pour pouvoir se faire avorter.

« Si j'aide les femmes à avoir des enfants au moment de leur vie où elles peuvent donner de l'amour et de l'affection, ils ne deviendront pas des violeurs ou des assassins. Et ils ne construiront pas des camps de concentration. »

— Henry Morgentaler, en entretien au Globe and Mail, en 2003.
Morgentaler ne pratique plus d'avortements depuis qu'il a subi un pontage coronarien en 2006 ; il estime avoir formé plus de 100 médecins aux avortements thérapeutiques et avoir effectué lui-même plus de 100 000 avortements au cours de sa carrière.
Le 1er juillet 2008, Henry Morgentaler est récompensé de l'Ordre du Canada « pour avoir donné aux femmes diverses options concernant leurs soins de santé, pour sa détermination à influencer les politiques publiques canadiennes et pour son rôle de chef de file au sein d'organisations humanistes et civiles ».
Henry Morgentaler meurt à Toronto le 29 mai 2013, à l'âge de 90 ans,,.

## Distinctions
- 1994 : Prix Condorcet
- 2008 : Membre de l'Ordre du Canada